# Лесников, Владимир Николаевич
Владимир Николаевич Лесников (7 (19) декабря 1816 — 22 июля (3 августа) 1891) — русский инженер путей сообщения; вице-директор Телеграфного департамента и помощник директора телеграфов. Тайный советник.

## Биография
Происходил из семьи купца, чьи дети выслужили потомственное дворянство. Дед — Иван Фёдорович Лесников (20.03.1752 или 1754 —22.04.1807), московский купец, в 1794 году записался в Санкт-Петербургское 2-й гильдии купечество, затем 1-й гильдии купец. Отец — Николай Иванович Лесников (1789—15.12.1833), потомственный дворянин, был старшим помощником пакгаузного надзирателя Санкт-Петербургской таможни, титулярный советник; женился 13 февраля 1816 года на дочери губернского секретаря Екатерине Николаевне Смольновой; венчание состоялось в Спасской церкви, на Выборгской стороне.
Родился в Санкт-Петербурге 7 (19) декабря 1816 года; крещён 14 декабря в Сергиевском всей артиллерии соборе. Определением С.-Петербургского ДДС от 5 июня 1828 года сопричислен к роду отца.
В 1830 году вступил в службу кадетом Института корпуса инженеров путей сообщения, где оставался до 1835 года; 25 июня 1833 года был произведён из портупей-прапорщиков в прапорщики и в том же году для практических занятий был командирован к майору К. Беловодскому, управлявшему изысканиями по Рязанскому тракту, от Рязани к границе Московской губернии. С 29 мая 1835 года, согласно представлению главноуправляющего путями сообщения и публичными зданиями К. Ф. Толя, был пожалован, по успехам в науках, из подпоручиков — в поручики, с назначением на действительную службу по Корпусу. Определён в Главное управление путей сообщения и публичных зданий, в Комиссию для ревизии всех отчётов ведомства путей сообщения и публичных зданий. В 1838 году назначен в ІІІ округ путей сообщения и находился при производстве работ по сооружению Тульского шоссе до апреля 1842, когда был переведён в І-й (санкт-петербургский) округ путей сообщения, где более года занимался при Искусственном отделении. В июле 1843 года был определён помощником контролёра в техническое отделение Департамента ревизии отчётов Главного управления, преобразованного 4 февраля 1843 года из Комиссии для ревизии всех отчетов ведомства путей сообщения. В той должности с 6 декабря 1843 года был произведён в инженер-капитаны, а 6 декабря 1845 года — в инженер-майоры.
В мае 1846 назначен начальником чертёжной правления I-го округа путей сообщения; с 6 (18) декабря 1850 производится, на вакансию, в инженер-подполковники, с оставлением в занимаемой должности. С 1853 по 1858 — член общего Присутствия I-го округа путей сообщения. В апреле 1853 за отлично-усердную службу объявлено монаршее благоволение. По высочайшему повелению, в 1854 им был составлен новый план городов Валдая и Яма-Зимогорья, за что пожалован монаршим благоволением. В августе 1856 награждён орденом Святой Анны 3 степени «в награду отлично-усердной и ревностной службы, главноуправляющим путями сообщения и публичными здания [К. В. Чевкиным] засвидетельствованной»
С 8 (20) мая 1858 — и. д. помощника начальника I-го округа путей сообщения. В апреле 1859 награждён орденом Святого Станислава 2 степени, по засвидетельствованию главноуправляющего путями сообщения и публичными зданиями об отлично-усердной и ревностной службе. С 3 (15) апреля 1860 производится, за отличие по службе, из подполковников в инженер-полковники, с утверждением в той должности.
С 8 (20) июля 1865 назначен и. д. начальника I-го округа путей сообщения М-ва путей сообщения. В связи с преобразованием Главного управления путей сообщения в М-во путей сообщения, на основании высочайше утверждённых 2 (14) августа 1867 временных правил о преобразовании Корпуса инженеров путей сообщения в гражданское устройство, переименован из инженер-полковников в инженер-статские советники. Производится, за отличие по службе, в инженер-действительные статские советники 31 марта (12 апреля) 1868, с утверждением в той должности. Служил начальником I-го округа М-ва путей сообщения до мая 1870 года.
По должности, В. Н. Лесников в 1860-х принимал участие во многих комиссиях и комитетах ведомства путей сообщения: комиссии по освидетельствованию конно-железных дорог в Санкт-Петербурге — от Адмиралтейской площади на Васильевский остров и по ул. Большой Садовой (1864); комиссии, образованной по высочайшему повелению при Министерстве внутренних дел, для решения вопроса о причинах порчи воды в Лиговском канале (1866); состоял членом: Комитета устройства нового Ладожского канала [Канала императора Александра II] (1865—1867); Комитета по преобразованию округов путей сообщения (1865); Комитета для рассмотрения проектов на устройство Петербургского порта и Ораниенбаумской гавани (1869); Комитета о переустройстве Мариинского водного пути, с 3 апреля 1870 — член комиссии комитета для составления правил устройства туажа по Новоладожскому каналу и по р. Неве до Рожковской пристани. В апреле 1863, по засвидетельствованию и. д. главноуправляющего путями сообщения и публичными зданиями, об отлично-усердной и ревностной службе, пожалован орденом Святой Анны 2 степени, в апреле 1865 — знаками ордена Святой Анны 2 степени, украшенными императорской короной; в сентябре 1866, по засвидетельствованию первого министра путей сообщения П. П. Мельникова, об отличном усердии и трудах по устройству нового Ладожского канала — кавалером ордена Святого Владимира 3 степени. В феврале 1869 был назначен инспектором по сооружению памятника императрице Екатерине II в С.-Петербурге перед зданием Большого театра.
В тот же период В. Н. Лесников состоял акционером и избирался членом ревизионной комиссии (ревизором) акционерного «Общества для извлечения кокса, парафина и прочих продуктов из торфа, а также торговли сими продуктами» в С.-Петербурге. Общество построило химический завод в Тверском уезде, близ с. Васильевского, на котором вырабатывали из торфа деготь, кокс (торфяной), «фотоген», разные масла, мазь, креозот, асфальт, сажу, мыло, нашатырь, чернила, компосты, уголь для фильтрования жидкостей, парафин и парафиновые свечи. Общество осуществляло деятельность до 13 (25) июля 1864.
В мае 1870 года Лесников сопровождал нового министра путей сообщения, графа В. А. Бобринского, в его поездке по Выборгскому шоссе. После весенней распутицы в тех местах, где шоссе было основано на глине, для его защиты от разрушения были уложены на весеннее время настилы из хвороста. Граф, мало знакомый с техникой дорожно-строительного дела, сделал замечание Лесникову по поводу тех настилов. Не желая давать никаких объяснений, В. Н. Лесников на другой день подал в отставку. Был в отставке с 20 мая (1 июня) 1870 по 8 (20) ноября 1872. В том же — 1870, ему назначена пенсия Эмеритальной кассы инженеров путей сообщения за 35 лет государственной службы, в размере 204 руб. 11 коп.
Приказом по ведомству М-ва внутренних дел от 19 ноября (1 декабря) 1872 за № 19, определён в службу, из отставных инженеров действительных статских советников, в Телеграфное ведомство (Телеграфный департамент М-ва внутренних дел), на должность телеграфного инспектора, с 8 (20) ноября 1872. В той должности, «во внимание к ревностной службе вашей и отличным трудам, засвидетельствованным министром внутренних дел», пожалован орденом Святого Станислава 1 степени в феврале 1874 года.
Телеграфное управление до 1858 года находилось при правлении I-го округа путей сообщения, в котором прежде служил Лесников, а с 10 (22) апреля 1858 было от него отделено и преобразовано в самостоятельное ведомство. По высочайше утверждённому штату, введенного, в виде опыта, на три года, была введена должность директора телеграфов — с правами начальников округов путей сообщения, возглавлявшего общее Присутствие Телеграфного управления — с правами общих Присутствий окружных правлений путей сообщения, и должность помощника директора телеграфов. Первым директором телеграфов был назначен инженер ген.-майор Л. И. Гергард, в 1866 назначенный и на введенную должность директора Телеграфного департамента; первым помощником директора телеграфов был назначен инженер-полковник К. К. Людерс, в 1866 назначенный и на введенную должность вице-директора Телеграфного департамента.
Высочайшим приказом от 8 (20) августа 1875 за № 28, по Министерству внутренних дел, назначен вице-директором Телеграфного департамента и помощником директора телеграфов, с 1 (13) августа 1875. В тех должностях, в марте 1877 года пожалован орденом Святой Анны 1 степени, «во внимание к ревностной службе и отличным трудам, министром внутренних дел засвидетельствованным». Исполнял обязанности директора телеграфов: приказом министра внутренних дел от 23 октября (4 ноября) 1878 за № 49, объявлена благодарность министра вице-директору Телеграфного департамента и помощнику директора телеграфов, инженер действительному статскому советнику Лесникову «за отличную деятельность и распорядительность по управлению телеграфным ведомством во время двухмесячного заграничного отпуска Директора телеграфов». В апреле 1880 пожалован орденом Святого Владимира 2 степени, а 30 августа (11 сентября) 1882 производится, за отличие, в тайные советники. Высочайшим приказом от 10 (22) июля 1884 за № 27, уволен от службы, согласно прошению, по болезни, с дозволением носить в отставке мундир, с 5 (17) июля 1884.
Умер в Санкт-Петербурге 22 июля (3 августа) 1891 года. Похоронен на Смоленском православном кладбище (уч. 176 Аннинской дорожки). Здесь же была похоронена его жена, Анна Фёдоровна Лесникова.

## Награды
- 2/3 жалования (1837)
- Годовое жалование (1840)
- Знак отличия беспорочной службы «XV» лет (22.08.1849)
- Монаршее благоволение (1850)
- Монаршее благоволение (19.04.1853)
- Монаршее благоволение (1854)
- Знак отличия беспорочной службы «XX» лет (22.08.1854)
- Орден Святой Анны 3 степени (26.08.1856)
- Тёмно-бронзовая медаль «В память войны 1853—1856», на Владимирской ленте (26.08.1856)
- Орден Святого Станислава 2 степени (03.04.1859)
- Орден Святой Анны 2 степени (13.04.1863).
- Императорская корона к ордену Святой Анны 2 степени (04.04.1865)
- Орден Святого Владимира 3 степени (1.09.1866)
- Орден Святого Станислава 1 степени (31.02.1874)
- Орден Святой Анны 1 степени (27.03.1877)
- Благодарность министра внутренних дел (23.10.1878) «за отличную деятельность и распорядительность по управлению телеграфным ведомством во время двухмесячного заграничного отпуска Директора телеграфов»
- Орден Святого Владимира 2 степени (20.04.1880)
- Знак отличия беспорочной службы за «XL» лет (22.08.1882)
- Орден Белого орла (01.01.1884).

## Семья
- Отец — купеческий сын Николай Иванович Лесников, с началом Отечественной войны 1812 вступил в военную службу, участвовал в кампании 1812 года и в Заграничных походах 1813—1814: определён на службу волонтёром 6 (18) августа 1812; за отличие произведён в корнеты 1 (13) апреля 1813, в поручики 23 ноября (5 декабря) 1813; за отличие в сражении под Лейпцигом награждён орденом Святой Анны 4 степени (24.11.1813); за отличие в кампании 1814 награждён золотой шпагой, с надписью — «За храбрость» (28.03.1814); имел серебряную медаль «В память Отечественной войны 1812 года». После наполеоновских войн состоял поручиком по кавалерии. Определением С.-Петербургского ДДС от 9 (21) августа 1816 признан в правах потомственного дворянства и внесен в III ч. ДРК по С.-Петербургской губ. Назначен адъютантом ген.-майора С. Х. Ставракова 13 (25) февраля 1817, с оставлением по кавалерии. С оставлением при прежней должности, переведён поручиком в Сибирский уланский полк 19 июня (1 июля) 1817. На вакансию произведён в штабс-ротмистры 21 мая (2 июня) 1819, с отчислением от адъютантской должности. Уволен, по прошению, от военной службы по домашним обстоятельствам 22 декабря 1819 (3 января 1820). Из отставных штабс-ротмистров определён на службу в С.-Петербургскую таможню, с переименованием в коллежские секретари 24 мая (5 июня) 1820; произведён в титулярные советники 24 октября (5 ноября) 1822; назначен младшим помощником пакгаузного надзирателя 12 (24) февраля 1826; перемещён старшим помощником пакгаузного надзирателя 25 января (6 февраля) 1828; награждён знаком отличия беспорочной службы за «XV» лет 4 (16) октября 1832. Умер, находясь на службе[45]. В браке с Катериной Николаевой Смольновой имел пять сыновей, из которых Владимир был старшим, и дочь Марию.

- Мать — титулярная советница Екатерина Николаевна Лесникова, была с.-петербургской домовладелицей. По купчей от 12 (24) июня 1825, совершенной в С.-Петербургской гражданской палате, купила от титулярной советницы Екатерины Аникиевой деревянный дом, состоящий Васильевской части, 2-го квартала, под № 224, ассигнациями за 10500 руб.[46]

- Жена — Анна Фёдоровна Гешке (или Гетке)[47] (17.12.1823—5.09.1905), дочь иностранно-подданного купца 3-й гильдии, православная. Венчались в Екатерининской церкви Васильевского острова 24 сентября (6 октября) 1843[48]. Поручители по женихе: ораниенбаумский плац-майор полковник Михаил Иванович Лесников[49] (дядя жениха) и обер-контролёр Главной с.-петербургской пробирной палаты, чиновник 6 класса Дмитрий Ильин[47]; по невесте: отставной статский советник Фёдор Яковлевич Дубянский[50] (22.03.1786—6.02.1865) и доктор медицины, старший врач Морского кадетского корпуса и Института Корпуса горных инженеров, действительный статский советник Адольф Иванович (Адольф-Рейнгольд) фон Вальтер (3.04.1799—11.06.1847).

Брак бездетен. По духовному завещанию мужа унаследовала всё его имение (капитал и движимое имущество). В своём духовном завещании распределила капитал между родственниками мужа: Лесниковыми, Успенскими, Воденюками, Лапиными, — и своей младшей сестрой Марией Фёдоровной Термен, урождённой Гешке (в первом браке (с 28.10.1855 г.) вдова полковника Иосифа Станиславовича Мерхелевича (20.12.1818—25.09.1876); во втором браке (с 06.11.1877 г.) была за прусским подданным, купцом Иосифом Фёдоровичем Терменом, мачеха ген.-майора Р. И. Термена; принадлежавшую ей дачу в Петергофе А. Ф. Лесникова также завещала сестре. Завещала 10 тыс. руб. Институту инженеров путей сообщения для учреждения стипендии в память мужа и 2 тыс. руб. в церковь Николаевского кадетского корпуса.

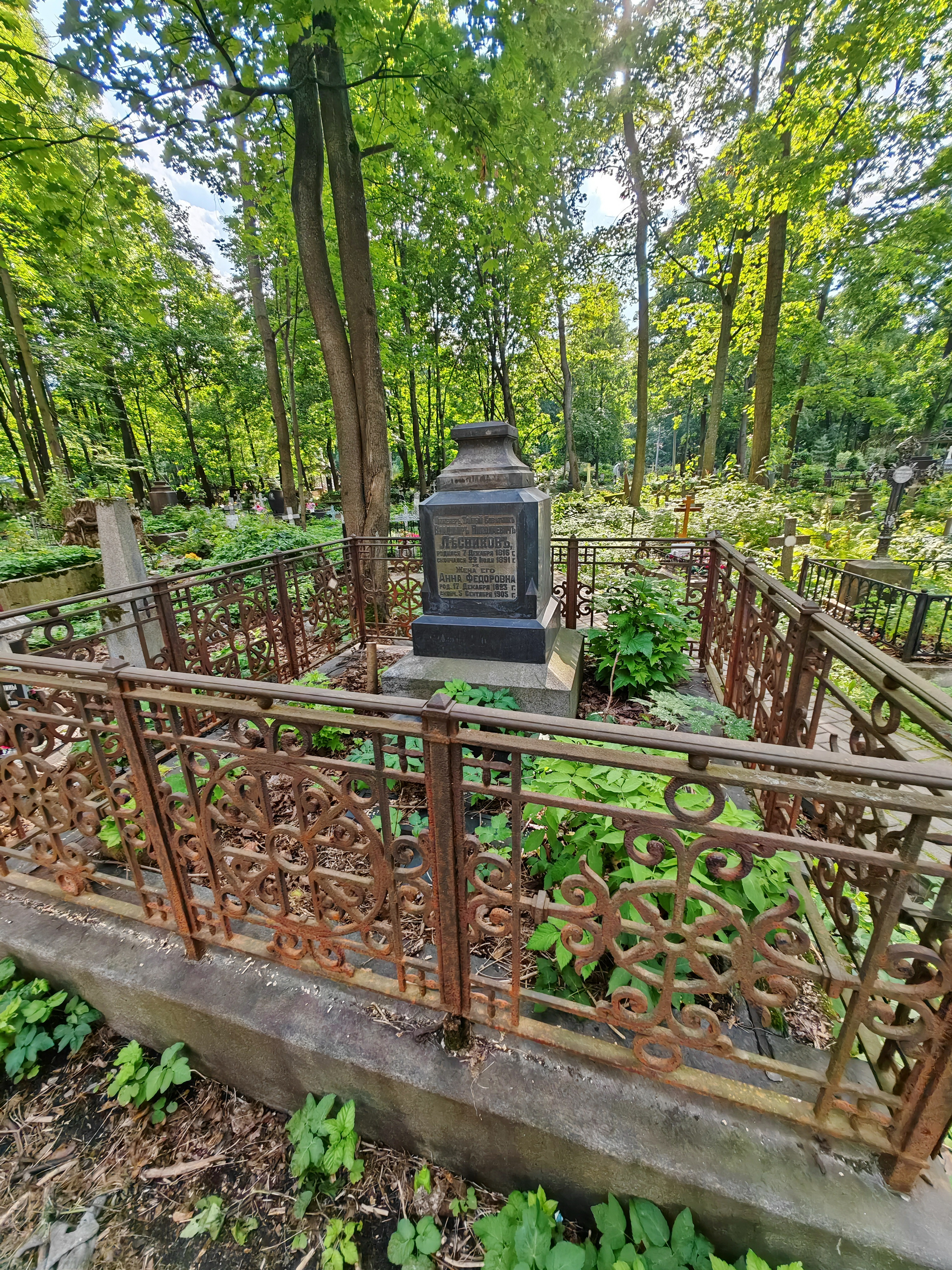
Лесниковы, памятник
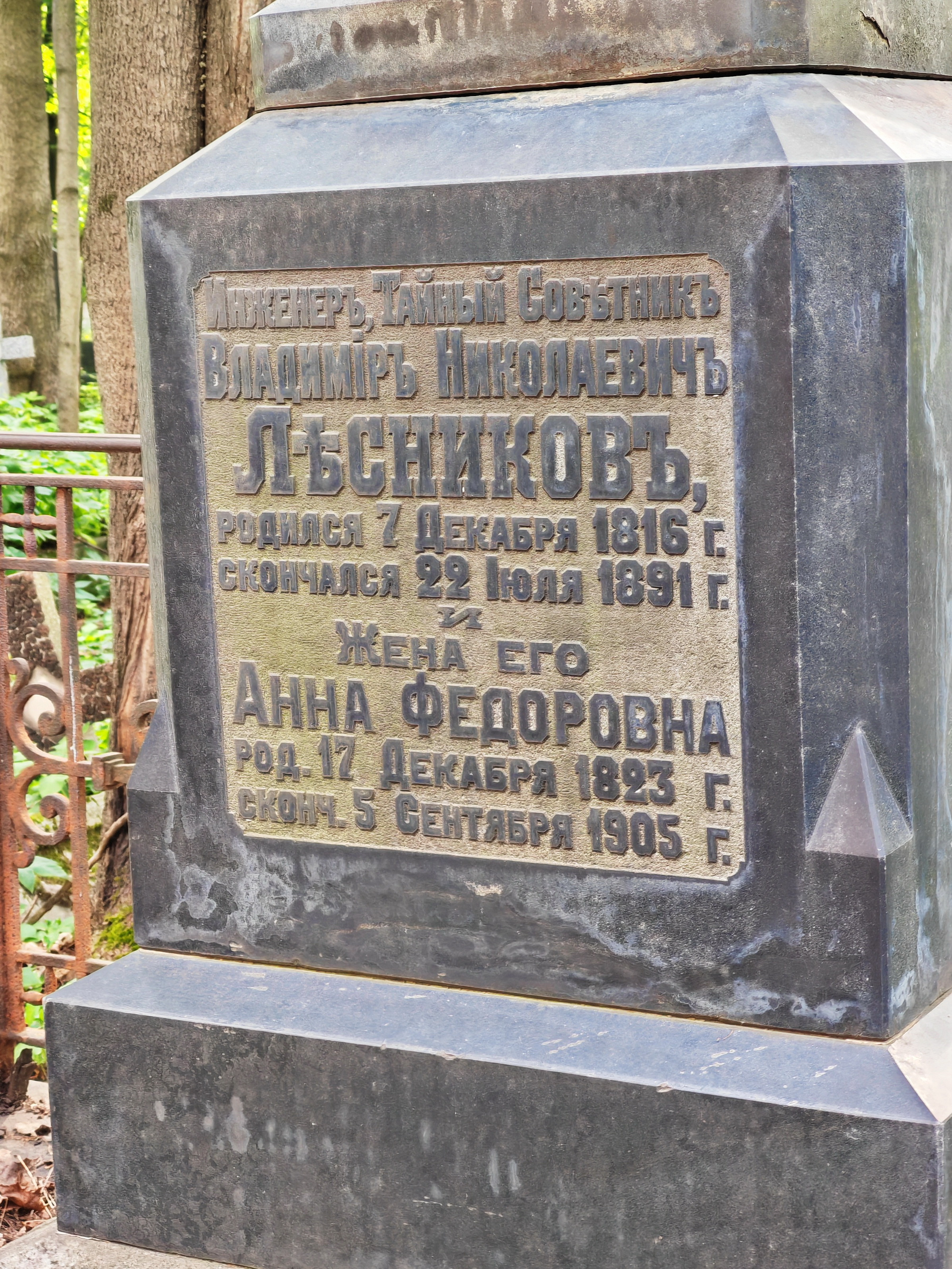
Лесниковы, надпись